# 1832年アイルランド改革法
1832年アイルランド改革法（1832ねんアイルランドかいかくほう、英語: Irish Reform Act 1832）、または1832年国民代表（アイルランド）法（1832ねんこくみんだいひょう（アイルランド）ほう、英: Representation of the People (Ireland) Act 1832）は、イギリスの法律。先に可決され、イングランドおよびウェールズの選挙制度を改革した1832年改革法と同種の変更をアイルランドにも適用した法。フランシス・ジェフリーとヘンリー・コウバーンの主導のもとに制定された。

## 内容

### 議席
1801年1月1日の合同法施行に伴い、アイルランドは連合王国庶民院に代表100名を送ることとなった。この100名の内訳は下記の通り。
- カウンティ選挙区32区はそれぞれ2名を選出する。
- バラ選挙区であるダブリン・シティ選挙区（英語版）とコーク・シティ選挙区（英語版）はそれぞれ2名を選出する。
- それ以外のバラ選挙区31区とダブリン大学選挙区（英語版）はそれぞれ1名を選出する。

1832年アイルランド改革法により、一人区であるベルファスト選挙区、ゴールウェイ・バラ選挙区、リメリック・シティ選挙区、ウォーターフォード選挙区、ダブリン大学選挙区が二人区になり、これによりアイルランド選出の庶民院議員は105名に増えた。

### 投票権
アイルランドのカウンティ選挙区では1801年から1829年まで、投票権資格規定がイングランドおよびウェールズと同じく、40シリング自由保有権（40シリング以上の価値のある所有不動産（freehold property）または土地を所有すること）となっている。カトリックは1793年より投票権を与えられ、1829年ローマ・カトリック信徒救済法により被選挙権を与えられたが、同時に投票権資格規定における資産要件が5倍にあたる10ポンド（40シリング＝2ポンド）に引き上げられた。この規定は1832年アイルランド改革法でも変わらなかったが、自由保有権のほかにも下記の条件のいずれかを満たすことで選挙権を与えられるようになった。
- 謄本保有（Copyhold）により10ポンド以上の価値がある土地を所有する者
- 60年以上の長期借地契約で10ポンド以上の価値がある土地を租借している者
- 14年以上の中期借地契約で20ポンド以上の価値がある土地を租借している者

バラ選挙区ではそれまで選挙権資格規定がばらばらであり、都市団体（corporation）の成員に限定する選挙区、自由市民（freeman）に投票権を与える選挙区、カウンティ選挙区と同じく40シリング自由保有権を規定としている選挙区が存在した。この規定は1832年アイルランド改革法で変更され、下記の条件のいずれかを満たすことで選挙権を与えられるようになった。
- それまでの規定により選挙権を取得した人物
- 毎年10ポンド以上の収入が得られる財産を有する人物
- 出生または見習い（apprenticeship）により自由市民権を取得している人物

アイルランド唯一の大学選挙区であるダブリン大学選挙区ではそれまで学寮長（provost）やフェローなどに限定されていたが、1832年アイルランド改革法により変更され、ダブリン大学でM.A.の学位を修得した卒業生全員に投票権が与えられた。
投票人登録制度が同時に導入されたが、これにより選挙区の間の格差が露見してしまった。例えば、同じカウンティ選挙区であるスライゴ・カウンティ選挙区（有権者数695、二人区）とコーク・カウンティ選挙区（有権者数3,835、二人区）の間では5倍の差となっており、バラ選挙区であるリズバーン選挙区（有権者数91、一人区）とダブリン・シティ選挙区（有権者数7,008、二人区）に至っては議席数を差し引いても数十倍の差となっている。

## その後
1832年アイルランド改革法が可決した同日には1832年議会境界（アイルランド）法（Parliamentary Boundaries (Ireland) Act、法律番号2 & 3 Will 4 c. 89）も可決され、バラ選挙区の境界が定められた。
1867年の第2回選挙法改正以降も廃止されず、アイルランドでは独立から約40年後に制定された1963年選挙法でようやく廃止された。

## 関連図書
- The law journal for the year 1832–1949. Abridgment of statutes (英語). Vol. X. E. B. Ince. 1832.
  - c. 88: Representation of the People (Ireland) Act, 1832
  - c. 89: Parliamentary Boundaries (Ireland) Act, 1832
- Lewis, Samuel (1837). “Appendix: Shewing the Boundaries of the Cities and Boroughs in Ireland, as adopted and defined by the Act passed in the 2nd and 3rd of William IV., cap. 89, intituled An Act to settle and describe the Limits of Cities, Towns, and Boroughs in Ireland, in so far as respects the Election of Members to serve in Parliament.” (英語). A Topographical Dictionary of Ireland